# Nes Harim
Nes Harim (hebr. נס הרים; oficjalna pisownia w ang. Nes Harim) – moszaw położony w Samorządzie Regionu Matte Jehuda, w Dystrykcie Jerozolimy, w Izraelu.

## Położenie
Moszaw jest położony wśród wzgórz Judei.

## Historia
Pierwotnie w okolicy tej znajdowały się arabskie wioski Dajr al-Hawa, Sufla i Dajr al-Szeik. Podczas I wojny izraelsko-arabskiej w drugiej połowie maja 1948 wioski zajęły egipskie oddziały. Na samym początku operacji Ha-Har w nocy z 19 na 20 października 1948 wioski zajęli Izraelczycy. Mieszkańcy zostali wysiedleni, a wszystkie domy wyburzono.
Współczesny moszaw został założony w 1950 przez imigrantów z Kurdystanu.

## Gospodarka
Gospodarka moszawu opiera się na rolnictwie i sadownictwie. Moszaw jest także znany jako centrum sportów rowerowych.